# BK Barons Kvartāls
El Basketbola Kluba Barons Kvartāls, anteriormente conocido como Basketbola Kluba Barons LMT es un equipo de baloncesto letón que compite en la Latvijas Basketbola līga, la primera división del país. Tiene su sede en la ciudad de Riga. Disputa sus partidos en el Arēna Rīga, con capacidad para 11 200 espectadores. Es el actual campeón de la liga letona.

## Historia
El Barons/LMT Rīga se fundó en 1991, y fue uno de los equipos pioneros en la Liga de Baloncesto de Letonia que se puso en marcha en 1992. El equipo recibía entonces la denominación de Princips, y en su primera temporada acabaron en la tercera posición. Tras dos temporadas con esa nominación se cambió por la de LainERS, haciendo historia en el baloncesto letón al fichar al primer jugador estadounudense, Mikki Jackson, además de ser los primeros en contar con un grupo de animadoras.
En 2001 cambió su nombre por el de Barons, consiguiendo dos subcampeonatos, en 2005 y 2006. Pero su mayor éxito lo lograría en 2008, cuando conseguiría su primer título de campeón, al imponerse en la final al ASK Riga por 4-1. Y además conseguiría también su primer título europeo, al derrotar en la final de la FIBA EuroChallenge al Dexia Mons-Hainaut de Bélgica.
En 2010 se proclamó muevamente campeón de Letonia, tras imponerse en la final al VEF Riga por un apretado 4-3.

## Palmarés
- Liga de Letonia
  - Campeón (2): 2008, 2010
  - Finalista (3): 2005, 2006, 2009

- EuroCup
  - Campeón (1): 2008